# Jerzy Jeschke
Jerzy Jeschke (ur. 25 marca 1808 w Wierzchowie, pow. Człuchów, zm. 7 listopada 1881 w Pelplinie) – ksiądz katolicki, kanonik katedralny kapituły chełmińskiej, biskup pomocniczy diecezji chełmińskiej.

## Życiorys
Urodził się w zamożnej rodzinie rolniczej. Ukończył szkołę elementarną w Wierzchowie i gimnazjum katolickie w Chojnicach. Następnie studiował filozofię we Wrocławiu, skąd udał się do seminarium duchownego w Pelplinie. Święcenia kapłańskie przyjął 22 grudnia 1832. Pracował jako wikariusz w Gniewie i Pelplinie, a następnie jako proboszcz w Oksywiu, Gniewie i Tucholi. W 1849 został kanonikiem katedralnym w Pelplinie, z przeznaczeniem do pomocy przy administrowaniu diecezją. W 1851 został wikariuszem generalnym i oficjałem diecezji.
19 czerwca 1856 został mianowany biskupem pomocniczym chełmińskim ze stolicą tytularną Diocezarei w Palestynie. Jako biskup przyczyniał się do rozbudowy instytucji charytatywnych diecezji (na przykład Dom św. Józefa w Pelplinie przeznaczony do opieki nad chorymi) oraz tworzenia nowych parafii (między innymi w Osieku i Janowie). 29 czerwca 1878 doznał udaru mózgu oraz niewielkiego paraliżu, przez co miał niedowład lewej nogi. Udar mózgu był również przyczyną jego śmierci 7 listopada 1881.

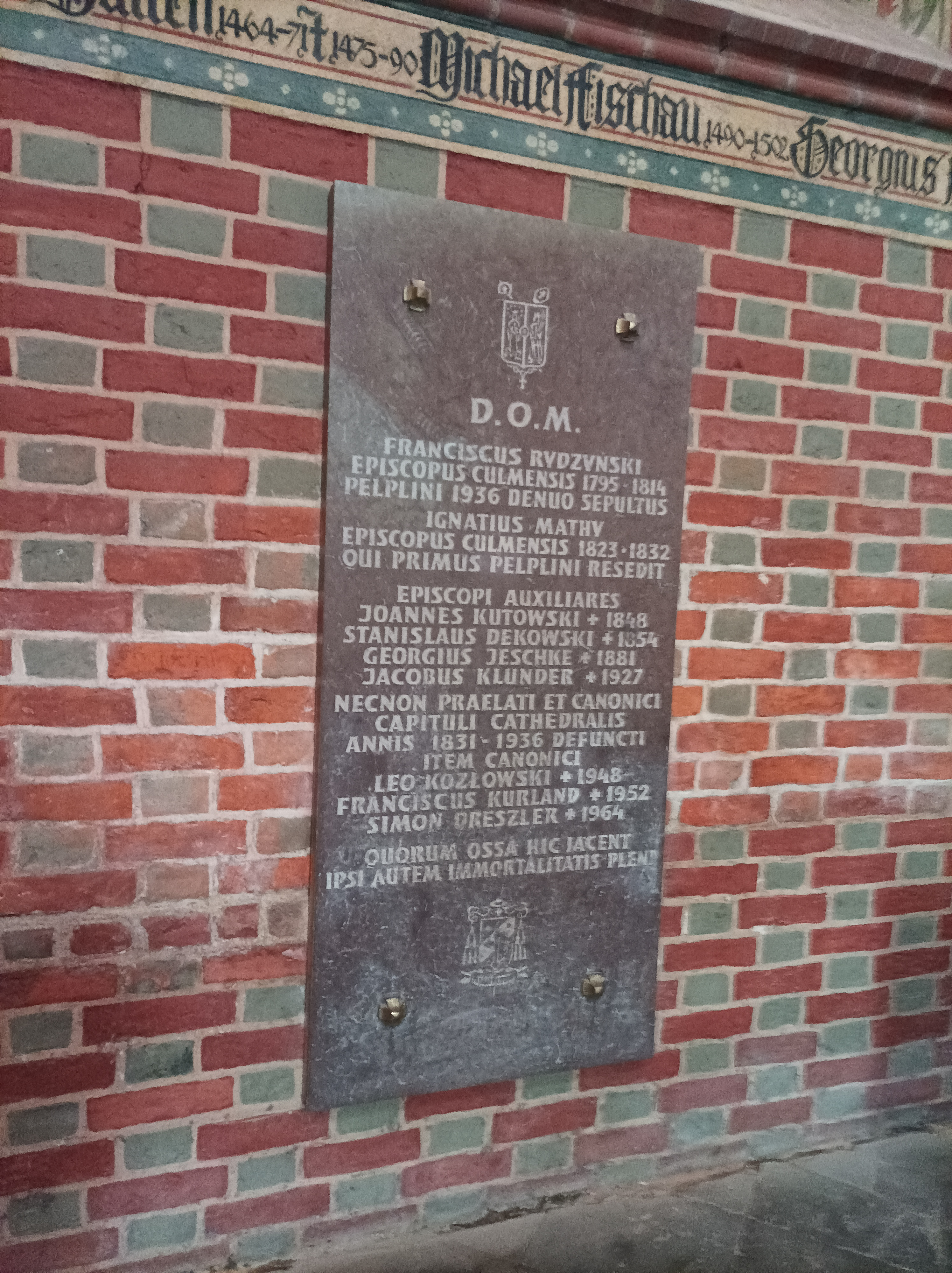
Płyta nagrobna w katedrze pelplińskiej